# لوسی رز
لوسی رز پارتن (به انگلیسی: Lucy Rose Parton) ،(زاده ۲۰ ژوئن ۱۹۸۹)، خواننده، ترانه‌سرا و نوازنده انگلیسی است که با نام لوسی رز به فعالیت می‌پردازد.

## زندگی و حرفه

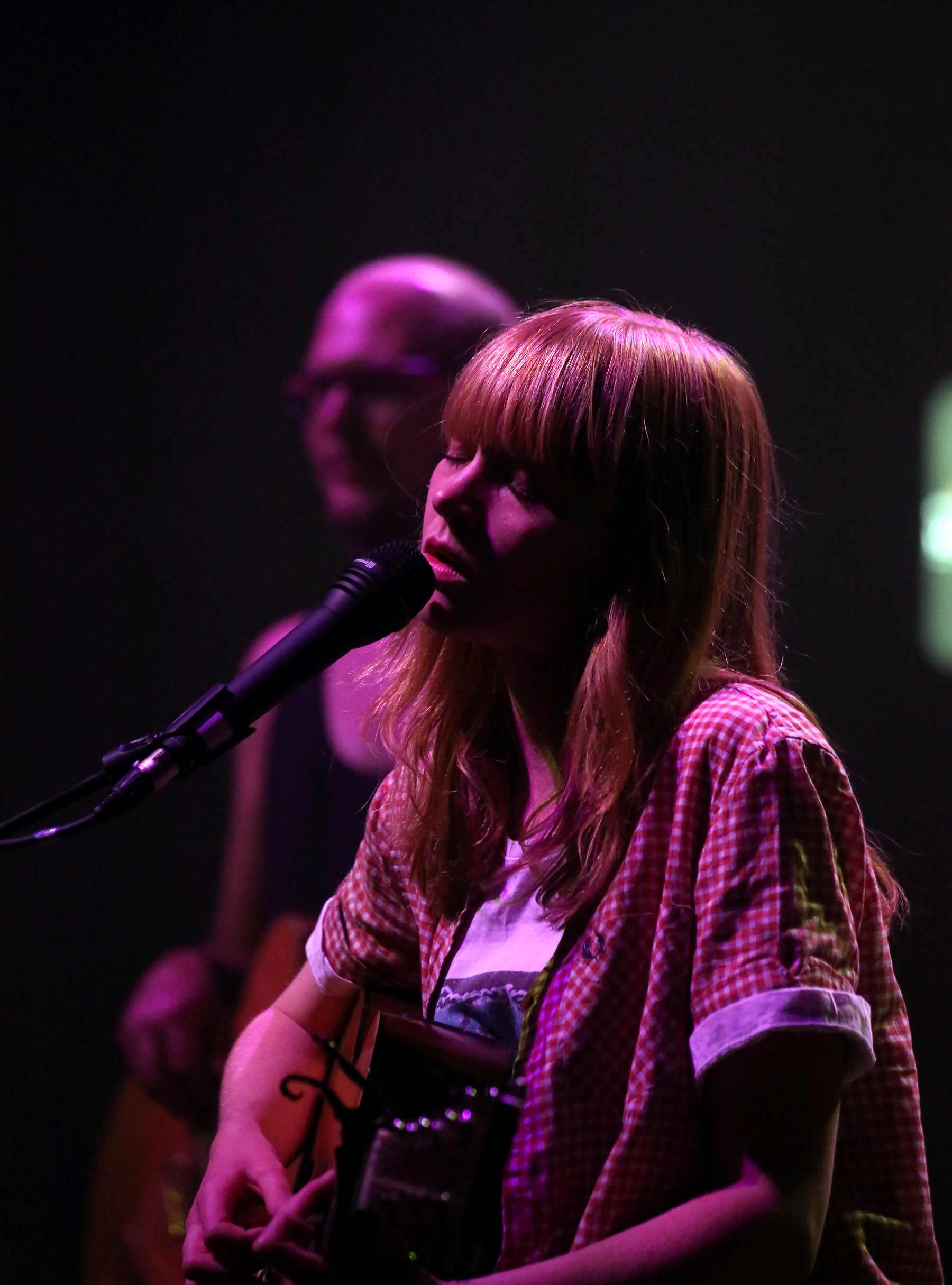
رز در ۲۰۱۲

رز متولد کمبرلی، ساری، انگلستان است. خاستگاه موسیقی رز با نواختن درامز در ارکستر مدرسه اش و ترانه‌سرایی او با آهنگ‌هایش روی پیانوی خانوادگی آغاز شد. رز کوچکترین میان خواهرانش است. او بعداً از مغازه ای که در راه مدرسه از آن عبور می‌کرد، یک گیتار خرید و شروع به خود آموزی کرد. در حدود سن شانزده سالگی شروع به نوشتن کرد. رز هرگز نوشته‌های خود را با کسی به اشتراک نگذاشت.
در هجده سالگی به لندن نقل مکان کرد. او به جای اینکه تحصیل در رشته جغرافیا در کالج دانشگاهی لندن ادامه دهد، شروع به اجرا با نوازندگان دیگر کرد. در این زمان بود که او با جک استدمن، رهبر گروه Bombay Bicycle Club آشنا شد. پس از آن، استدمن از او پرسید که آیا مایل است آهنگی را که او نوشته و در حال ضبط است، اجرا کند. آلبوم آکوستیک Flaws با استدمن به عنوان خواننده اصلی منتشر شد. او همچنین در سومین آلبوم Bombay Bicycle Club, A Different Kind of Fix، برخی از وظایف بک آواز را اجرا می‌کند و در چهارمین آلبوم آن‌ها، So Long, See You Tomorrow نیز حضور دارد. رز همچنین در آهنگ This Sullen Welsh Heart اثر منیک استریت پریچرز در آلبوم Rewind the Film برخی از وظایف خوانندگی را انجام می‌دهد. رز که از طرفداران چای بود، شروع به فروش ترکیب خود به نام "Builder Grey" (دو قسمت صبحانه انگلیسی و یک قسمت ارل گری) در نمایش‌های خود به عنوان جایگزینی برای کالا یا سی دی کرد. در سال ۲۰۱۸، او برای چهاردهمین آلبوم استودیویی «معانی واقعی» پاول ولر، صداپیشگی را ارائه داد و در سال ۲۰۱۹ برای کنسرت «رویال فستیوال هال» به نام «جنبه‌های دیگر» با او روی صحنه ظاهر شد.

### اولین آلبوم: Like I Used To (٢٠١٢–٢٠١۵)
در سال ۲۰۱۲، رز شروع به ضبط اولین آلبوم خود با تهیه کنندگی چارلی هوگال در خانه والدینش در وارویک شایر کرد. در ۱۲ می ۲۰۱۲، او با شرکت ضبط کلمبیا رکوردز قرارداد بست. این آلبوم در ۲۴ سپتامبر منتشر شد. مجله وگ اعلام کرده‌است که او "یکی از ستاره‌های موسیقی مستقل در سال ۲۰۱۲" است. آهنگ او، "نگران نباش" در برنامه تلویزیونی اسکینز در قسمت دوم فصل ششم ظاهر شد. «خوب باش» یکی از آهنگ‌های او بود که در قسمت بیست و دوم و آخرین قسمت از سری پنجم خاطرات خون‌آشام به نمایش درآمد.
رز سپس تورهای بریتانیا، ایالات متحده و کانادا را با گروه Bombay Bicycle Club و نوا اند ده ویل در فوریه و مارس ۲۰۱۲ آغاز کرد. او در جشنواره Live at Leeds در ماه می ۲۰۱۲ اجرایی داشت.
در دسامبر ۲۰۱۳، رز در حساب توییتر خود تأیید کرد که ضبط دومین آلبوم استودیویی خود را آغاز کرده‌است، Work It Out، که در ۱۳ ژوئیه ۲۰۱۵ منتشر شد.
در فوریه ۲۰۱۵، "Shiver" به عنوان آهنگ پایانی فصل ۴ دختران قسمت ۵ با بازی لنا دانهام استفاده شد.

### دومین آلبوم استودیویی: Work It Out (٢٠١۵–٢٠١۶)
در می ۲۰۱۵، رز اعلام کرد که دومین آلبوم استودیویی او، Work It Out، «توسعه او به عنوان یک شخص» را نشان می‌دهد. آلبوم او در استودیو اسنپ لندن ضبط شد و توسط ریچ کوپر تهیه شد که به خاطر کارش در کنار مامفرد اند سانز و تام اودل مشهور است.
در دسامبر ۲۰۱۵ رز سه آهنگ را برای رادیو بی‌بی‌سی ۱ در Maida Vale با Rae Morris ضبط کرد. نسخه‌ای از یکی از این جلدها، «کریسمس مبارک همه» Shakin' Stevens، یک سال بعد در ویدیوی تبلیغاتی بی‌بی‌سی برای برنامه‌های فصلی آنها استفاده شد.

### سومین آلبوم استودیویی: Somethings Changing (٢٠١۶–٢٠١٨)
در بهار ۲۰۱۶، رز از تعداد توییت‌ها و استریم‌های اسپاتیفای که از آمریکای لاتین می‌آمد الهام گرفت و تصمیم گرفت چیزی را به طرفداران خود در آن مناطق هدیه دهد. رز به طرفدارانش پیشنهاد داد: «اگر برایم کنسرت رزرو کنید، می‌آیم و می‌مانم.»
به مدت دو ماه در سال ۲۰۱۶، رز گیتار و کوله پشتی خود را به اطراف اکوادور، پرو، شیلی، آرژانتین، پاراگوئه، اروگوئه، برزیل و مکزیک برد و نمایش‌های رایگان اجرا کرد و با طرفدارانش ماند. در طول این تور، او مستندی به نام «چیزی در حال تغییر است» از تجربیات خود ساخت. این مستند بعداً در کنسرت‌های او در ابتدای سال ۲۰۱۷ به نمایش درآمد و برای پخش در کانال رسمی یوتیوب او در دسترس است.
با توجه به استقبال گرم منتقدان از آلبوم دوم و دورنمای عدم کنترل خلاقانه برای آلبوم سوم خود، او در سال ۲۰۱۶ کلمبیا رکوردز را ترک کرد و بعداً با لیبل مستقل Communion Records برای انتشار آلبوم سوم خود قرارداد بست.
پس از بازگشت به بریتانیا از سفرهای خود در آمریکای لاتین، رز کار بر روی آلبوم سوم خود به نام Something's Changing را آغاز کرد.
پس از انتشار Something's Changing، رز دو تک‌آهنگ را به‌عنوان آهنگ جایزه منتشر کرد: «End Up Here» در اکتبر 2017 و «All That Fear» در ژانویه ۲۰۱۸، که هر دو همراه با موزیک ویدئوهایشان منتشر شدند. .

### چهارمین آلبوم استودیویی: No Words Left (٢٠١٩–اکنون)
در ۱۱ ژانویه ۲۰۱۹، رز اعلام کرد که چهارمین آلبومش با عنوان No Words Left با تاریخ انتشار ۲۲ مارس ۲۰۱۹ و تور اروپایی همراه با خواهد بود. این آلبوم به سلامت روان رز می‌پردازد. او همچنین اولین تک آهنگ «مکالمه» و ویدیوی همراه آن را منتشر کرد. او دومین تک آهنگ، "Solo(w)" را در فوریه و سومین تک آهنگ، "Treat Me Like A Woman" را در مارس ۲۰۱۹ منتشر کرد
در ماه مه ۲۰۲۰، رز دو تک آهنگ مستقل، "Question It All" و "White Car" را منتشر کرد.

## تأثیرپذیری
کاوش در موسیقی و قرار گرفتن در معرض موسیقی جدید رز، با نقل مکان او به لندن آغاز شد. او در مصاحبه های متعدد، نسبت به نیل یانگ، جونی میچل و ادل ابراز علاقه کرده است.

## زندگی شخصی
رز با ویلیام موریس، مدیر تور، ازدواج کرده‌است. خواهر شوهر او رِی موریس،خواننده و ترانه‌سرای بریتانیایی است. در اوایل سال ۲۰۱۹، او و همسرش از لندن به برایتون نقل مکان کردند.

## ترانه‌شناسی

### آلبوم‌ها
| عنوان آلبوم                    | جزئیات آلبوم                                                                                      | رتبه در جداول جهانی | رتبه در جداول جهانی |
| عنوان آلبوم                    | جزئیات آلبوم                                                                                      | انگلستان            | IRE                 |
| ------------------------------ | ------------------------------------------------------------------------------------------------- | ------------------- | ------------------- |
| مثل من                         | - تاریخ انتشار: ۲۴ سپتامبر ۲۰۱۲ - ناشر: کلمبیا، سونی موزیک - فرمت‌ها: دانلود دیجیتال، سی دی، وینیل | ۱۳                  | ۹۰                  |
| کار کردن                       | - منتشر شده: ۶ ژوئیه ۲۰۱۵ - ناشر: کلمبیا، سونی موزیک - فرمت‌ها: دانلود دیجیتال، سی دی، وینیل       | ۹                   | -                   |
| چیزی در حال تغییر است          | - منتشر شده: ۷ ژوئیه ۲۰۱۷ - ناشر: Communion Records - فرمت‌ها: دانلود دیجیتال، سی دی، وینیل        | ۳۴                  | -                   |
| چیزی در حال تغییر است (ریمیکس) | - منتشر شده: ۶ ژوئیه ۲۰۱۸ - ناشر: Communion Records - فرمت‌ها: دانلود دیجیتال                      | -                   | -                   |
| هیچ کلمه ای باقی نمانده‌است     | - منتشر شده: ۲۲ مارس ۲۰۱۹ - ناشر: Communion Records - فرمت‌ها: دانلود دیجیتال، سی دی، وینیل        | ۳۸                  | -                   |

### آلبوم‌های زنده
| عنوان آلبوم            | جزئیات آلبوم                                                                        | رتبه در جداول جهانی | رتبه در جداول جهانی |
| عنوان آلبوم            | جزئیات آلبوم                                                                        | انگلستان            | IRE                 |
| ---------------------- | ----------------------------------------------------------------------------------- | ------------------- | ------------------- |
| زنده در استودیو اورچین | - منتشر شده: ۹ دسامبر ۲۰۱۶ - ناشر: رز رکوردز - فرمت‌ها: دانلود دیجیتال، سی دی، وینیل | -                   | -                   |

### تک آهنگ‌ها
| سال  | تنها                                 | آلبوم                          |
| ---- | ------------------------------------ | ------------------------------ |
| ۲۰۱۱ | "وسط تخت"                            | مثل من                         |
| ۲۰۱۱ | "جای زخم"                            | مثل من                         |
| ۲۰۱۲ | "صورت قرمز"                          | مثل من                         |
| ۲۰۱۲ | "خطوط"                               | مثل من                         |
| ۲۰۱۲ | "دوچرخه"                             | مثل من                         |
| ۲۰۱۳ | "لرز"                                | مثل من                         |
| ۲۰۱۵ | "چشم‌های ما"                          | کار کردن                       |
| ۲۰۱۵ | "مثل یک تیر"                         | کار کردن                       |
| ۲۰۱۵ | "تا انتها"                           | کار کردن                       |
| ۲۰۱۵ | "نبراسکا"                            | کار کردن                       |
| ۲۰۱۷ | «لباس‌های گلدار» (با حضور The Staves) | چیزی در حال تغییر است          |
| ۲۰۱۷ | "به این میگن خانه"                   | چیزی در حال تغییر است          |
| ۲۰۱۷ | "اصلا خوب نیست"                      | چیزی در حال تغییر است          |
| ۲۰۱۷ | "فرصت دوم"                           | چیزی در حال تغییر است          |
| ۲۰۱۷ | "به اینجا ختم شود"                   | rowspan="2"                    |
| ۲۰۱۸ | "همه آن ترس"                         |                                |
| ۲۰۱۸ | "معرفی (ریمیکس Chartreuse)"          | چیزی در حال تغییر است (ریمیکس) |
| ۲۰۱۸ | "Soak It Up (JAWS Remix)"            | چیزی در حال تغییر است (ریمیکس) |
| ۲۰۱۸ | "Morai (ریمیکس لیز لارنس)"           | چیزی در حال تغییر است (ریمیکس) |
| ۲۰۱۸ | "فرصت دوم (ریمیکس فرایرز)"           | چیزی در حال تغییر است (ریمیکس) |
| ۲۰۱۸ | "به این میگن خانه (ریمیکس آناتول)"   | چیزی در حال تغییر است (ریمیکس) |
| ۲۰۱۸ | "همه آن ترس (ریمیکس اوتزکی)"         | چیزی در حال تغییر است (ریمیکس) |
| ۲۰۱۹ | "گفتگو"                              | هیچ کلمه ای باقی نمانده‌است     |
| ۲۰۱۹ | "Solo(w)"                            | هیچ کلمه ای باقی نمانده‌است     |
| ۲۰۱۹ | "با من مثل یک زن رفتار کن"           | هیچ کلمه ای باقی نمانده‌است     |
| ۲۰۲۰ | "همه سوال/ ماشین سفید"               | rowspan="1"                    |